# Линник, Юрий Владимирович (писатель)
Ю́рий Влади́мирович Ли́нник (18 января 1944, Беломорск, К-ФССР, СССР — 5 мая 2018, Петрозаводск, Россия) — русский писатель и поэт, философ-космист. Доктор философских наук, профессор, заслуженный деятель науки Российской Федерации (1995).

## Биография
Мать — учительница, отец — работник связи. Раннее детство прошло в Сортавала, в 1951 году семья переехала в Петрозаводск.
Первые стихи опубликованы в 1959. С 1961 учился в Литературном институте на отделении художественного перевода, занимался в семинаре Льва Озерова.
В 1964 перевёлся в Петрозаводский университет, который окончил в 1965, а в 1966—1969 годах там же аспирантуру.
Доцент, затем профессор кафедры марксистско-ленинской философии Карельского педагогического университета.
В 1969 году в МОПИ имени Н. К. Крупской защитил диссертацию на соискание учёной степени кандидата философских наук по теме «Объективность красоты в органической природе».
В 1988 году в МГУ имени М. В. Ломоносова защитил диссертацию на соискание учёной степени доктора философских наук по теме «Эстетика космоса» (специальность 09.00.04 — марксистско-ленинская эстетика). Официальные оппоненты — доктор философских наук, профессор А. П. Белик, доктор философских наук, профессор В. В. Бычков и доктор философских наук, профессор А. Ф. Зотов. Ведущая организация — Институт истории естествознания и техники АН СССР.
Первый сборник стихов вышел в 1966, первая книга прозы — в 1978. Член СП СССР с 1970. Важнейшим импульсом его научного и литературного творчества стали произведения Н. К. Рериха (Линник организовал также Музей космического искусства имени Рериха в Петрозаводске) и таких мыслителей, как Н. Ф. Федоров, К. Э. Циолковский, В. И. Вернадский, А. А. Чижевский. С 1975 много усилий посвятил сохранению работ группы художников «Амаравелла».
Лауреат премии «Сампо» (2015) за создание книги «Стефанос» («ΣТЕФАNОΣ. Венок сонетов»).
Умер 5 мая 2018 года.

## Творчество
Поэтическое творчество Линника носит философско-нравственный характер, он стремится к целостному положительному восприятию мира. Духовные истоки его поэзии — в работах Е. Блаватской и Н. Рериха, что выражается в сходстве религиозно-духовного мировоззрения, однако стихи Линника сохраняют при этом самостоятельность. С одной стороны, мир для него полон таинственности, с другой, — поэт поражен закономерностью космических событий. Созвездия содержат ночную семиотику, смысл которой раскрывается с трудом, космос становится ему «двойником», совершенство и красота вселенной всегда проявляются как в большом, так и в малом, в системе созвездий и в структуре растений. Линник обладает тонким чутьём к принципу духовной связи (между людьми, с далёкими душами, с космосом), к сущности времени, интуиции, значению памяти в мировом масштабе, к святости и духовности.

### Сборники стихов
- Прелюдия, 1966
- Созвучье, 1969
- Нить, 1973
- Взаимность, 1976
- Основа, 1979
- Первообразы, 1982
- Посвящение, 1984
- Смятенье, 1989
- Аура, 1995
- Звездное небо, 1995
- Иномир, 1995
- Космос сонета, 1995
- Лоно, 1995
- Ориония, 1995
- Поступок, 1995
- Прости, 1995
- Сораспятие, 1995
- Врата, 1996
- Ноктюрн, 1996
- Планетарий, 1996
- Храм, 1996
- Жертвенник, 1997
- Лабиринт, 1997
- Атман, 1998
- Грааль, 1998
- Карильон, 1998
- Плеяды, 1998
- Светолитие, 1998
- Синегорье, 1999
- Филомела, 2000
- Северная Фиваида, 2004
- Троица, 2004

### Проза
- Книга природы, 1978
- Прозрачность, 1980
- Северный солнцеворот, 1982
- Книга трав, 1986
- Параллельная вселенная, 1987
- В начале было время, 1988
- Птицы летят на Север, 1990
- Крита-йога (цикл философско-фантастических повестей):
  - Атлантида в докембрии, 1990
  - Воскрешение, 1990
  - Всечеловек, 1990
  - Гороскоп из Ориона, 1990
  - Заложник вечности, 1990
  - Звездное искупление, 1990
  - Мыслемир, 1990
  - Нирвана, 1990
  - Зазеркалье, 1991
  - Падшие ангелы, 1991
  - Школа снов, 1991

### Искусствоведение
- Соната Ориона: книга о художнике-космисте В. Т. Черноволенко, 1993
- Путь к Плеядам: русские художники-космисты, 1995
- Русский космизм и русский авангард, 1995
- Хрусталь Водолея: книга о художнике Б. А. Смирнове-Русецком, 1995

### Статьи
- Теория относительности в свете Живой Этики // Дельфис, № 54 (2/2008)
- Креативная природа сознания // Дельфис, № 66 (2/2011)
- Философия русской матрёшки // Дельфис, № 67 (3/2011)
- Памяти Евгения Александровича Евтушенко // История в подробностях. — 2018.
- Линник Ю.В. "Венок сонетов "Лес", Карельский экологический журнал "Зелёный лист", 2011 год, июнь, №1. — С. 14-16.
- Линник Ю.В. "Водлозерье в моей картине мира". Карельский педагогический институт. Карельский экологический журнал "Зелёный лист", 2011 год, июнь, №1. — С. 28-29.
- Линник Ю.В. "Добрыня Никитич на Водлозере". Петрозаводский государственный университет. Музей Русского Севера. Карельский экологический журнал "Зелёный лист", 2016 год, август, №5. — С. 40-42.
- Линник Ю.В. "Вышивка из Коскосалмы". Петрозаводский государственный университет. Музей Русского Севера. Карельский экологический журнал "Зелёный лист", 2016 год, август, №5. — С. 43-45.

## Награды и звания
Заслуженный деятель науки Российской Федерации (1995), почётный работник высшего профессионального образования Российской Федерации (2015). Лауреат литературной премии журнала «Север».